# Топпо, Телесфор Пласидус
Телесфо́р Пласидус Топпо (англ. Telesphore Placidus Toppo; 15 октября 1939, Ченпур, Индия — 4 октября 2023, Ранча, Индия) — индийский кардинал. Епископ Думки с 8 июня 1978 по 8 ноября 1984. Коадъютор архиепископа Ранчи с 8 ноября 1984 по 7 августа 1985. Архиепископ Ранчи с 7 августа 1985 по 24 июня 2018. Председатель конференции католических епископов Индии с 12 января 2004 по 19 февраля 2008. Кардинал-священник с титулом церкви Сакро-Куоре-ди-Джезу-агонидзанте-а-Витиния с 21 октября 2003.